# 国鉄シキ15形貨車
国鉄シキ15形貨車（こくてつシキ15がたかしゃ）は、日本国有鉄道に車籍を有した、1953年（昭和28年）9月12日に日立製作所で1両のみ製造された35トン積み低床式大物車である。同社所有の私有貨車であった。
全長は18,600 mm（車体長17,800mm）で、低床部の長さは7,000 mm、レール面上高さは690 mmであった。低床部とレール面のクリアランスが小さすぎるために、操車場のハンプ通過は積車空車にかかわらず禁止されていた。台車はボールドウィンタイプの釣合梁式3軸ボギー台車2基を装備していた。常備駅は日立駅で、変圧器の輸送などに用いられていた。
本車の構造は国鉄基本のものと異なるため一般検査、局部検査、甲修繕及び乙修繕は国鉄職員立ち会いのもと日立製作所の工場で行なわれた。
車体塗色は黒で、1968年（昭和43年）10月1日ダイヤ改正以前の1965年（昭和40年）3月に廃車となったため、黄1号の帯を巻かれる事はなかった。